# Lars Philip Bengtsson
Lars Philip Bengtsson, född 14 maj 1914 i Eskilstuna, död 19 juli 1996 i Lunds domkyrkoförsamling, var en svensk läkare. 
Bengtsson, vars far var stadsrevisor, blev medicine licentiat vid Lunds universitet 1942, medicine doktor 1953, var docent i obstetrik och gynekologi i Lund 1953–1970 och forskardocent 1958–1961. Han innehade olika läkarförordnanden 1943–1954, blev biträdande överläkare vid kvinnokliniken på Lunds lasarett 1954 samt var överläkare där och professor vid Lunds universitet 1970–1979. 
Bengttsson var gästforskare på Rockefeller Institute for Medical Research i New York 1956, Royal Veterinary College i London 1960, 1961 och 1962 samt innehade forskartjänst vid Medicinska forskningsrådet 1966 och 1967. Han författade skrifter i obstetrik, gynekologi och endokrinologi. Bengtsson är begravd på Steninge kyrkogård.